# Anastasija Prychod´ko
Anastasija Kostiantyniwna Prychod´ko (ukr. Анастасія Костянтинівна Приходько, ros. Анастасия Константиновна Приходько; ur. 21 kwietnia 1987 w Kijowie) – ukraińska piosenkarka pop-rockowa i folkowa, reprezentantka Rosji w 54. Konkursie Piosenki Eurowizji (2009).

## Życiorys

### Wczesne lata
Urodziła się w Kijowie, jest córką Oksany Prychod´ko i Konstantina Rybałowa. Ma starszego brata Nazara. Jej pradziadek był pochodzenia japońskiego.
Ukończyła Kijowski Narodowy Uniwersytet Kultury i Sztuk Pięknych na kierunku wokalistyki folkowej.

### Kariera
Pierwsze utwory zaczęła pisać jako nastolatka, startowała z nimi w konkursach muzycznych. Od piętnastego roku życia jest niezależna finansowo. Podczas międzynarodowego festiwalu w Bułgarii zajęła trzecie miejsce. Poza śpiewaniem, gra na flecie, gitarze i pianinie.
W lipcu 2006 przeszła wszystkie rundy eliminacyjne do programu telewizyjnego Fabrika-zwiozd, będącego rosyjską wersją formatu Star Academy. Ostatecznie dotarła do finału, który wygrała w grudniu 2008. W nagrodę podpisała kontraktu z Konstantinem Meladzem.

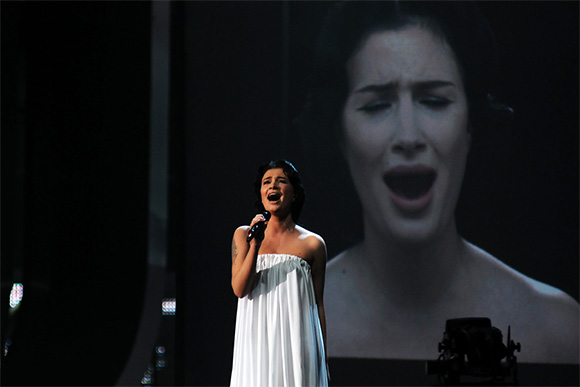
Anastasija Prychod’ko podczas występu w 54. Konkursie Piosenki Eurowizji w Moskwie, maj 2009

W 2009 z utworem „Wsie za tebia” (oryg. Все за тебя) zgłosiła się do ukraińskich eliminacji eurowizyjnych, jednak została z nich zdyskwalifikowana z powodu naruszenia regulaminu selekcji (przedwczesne wykonanie na żywo oraz nieodpowiednia długość utworu). W tym samym roku z utworem „Mamo”, autorstwa Konstantina Meladzego i Diany Golde, zakwalifikowała się do udziału w rosyjskich selekcjach eurowizyjnych. 7 marca wystąpiła w finale eliminacji, w którym zajęła ostatecznie pierwsze miejsce, zostając reprezentantką Rosji w 54. Konkursie Piosenki Eurowizji w Moskwie. Jako reprezentantka gospodarzy miała zapewnione miejsce w finale widowiska, rozgrywanym 16 maja. Zaśpiewała w nim jako dziesiąta w kolejności i zajęła jedenaste miejsce, zdobywając w sumie 91 punktów. W głosowaniu telewidzów utwór „Mamo” zajął ósme miejsce, a w głosowaniu jurorów – siedemnaste. Podczas występu za plecami piosenkarki zawieszony był sześciometrowy ekran LED-owy, pokazujący animację z komputerowo starzejącą się twarzą artystki.
W 2010 zakończyła współpracę z Meladzem. Przez kilka miesięcy współpracowała z Igorem Gonczarenką, później tę funkcję objął jej brat, Nazar. W listopadzie z piosenką „Action” zakwalifikowała się do finału ukraińskich selekcji eurowizyjnych. Przed finałem była jedną z faworytek do wygrania eliminacji, ostatecznie zajęła ósme miejsce w finale.
W 2012 wydała debiutancki album studyjny, zatytułowany Zażdalas (oryg. Заждалась), który promowany był przez single: „Biezotwietno” (nagrany wspólnie z Walerijem Meladzem), „Mamo” i „Action”.
W lutym 2016 z piosenką „I Am Free Now” wzięła udział w ukraińskich eliminacjach eurowizyjnych. 6 lutego wystąpiła w pierwszym półfinale selekcji i zajęła siódme miejsce, przez co nie awansowała do finału. 21 kwietnia wydała drugi album studyjny, zatytułowany Ja wilna.

### Życie prywatne
Ma dwoje dzieci: córkę Nanę (ur. 4 kwietnia 2010) i syna Oleksandra (ur. 15 sierpnia 2015).
W 2014 roku, z powodu rozpoczęcia konfliktu na wschodniej Ukrainie, zaczęła publicznie wspierać Ukrainę oraz bojkotować rosyjskie media i rynek muzyczny.

## Dyskografia

### Albumy studyjne
- Zażdałas (2012)
- Ja wilna (2016)

### Single
- 2008 – „Biezotwietno” (z Walerijem Meladzem)
- 2009 – „Mamo”
- 2010 – „Action”
- 2011 – „Mieżdy nami niebo” (z Davidem)
- 2014 – „Połowina puti”
- 2014 – „Nika”
- 2014 – „Heroj nie wmirajut”
- 2015 – „Zacełowana”
- 2015 – „Romans”
- 2015 – „Nie tragedija”
- 2016 – „Ja wilna”
- 2016 – „I Am Free Now”